# Curtonotum ceylonense
Curtonotum ceylonense är en tvåvingeart som beskrevs av Mercedes Delfinado 1969. Curtonotum ceylonense ingår i släktet Curtonotum och familjen Curtonotidae.
Artens utbredningsområde är Sri Lanka. Inga underarter finns listade i Catalogue of Life.